# Coatepeque (Quetzaltenango)
Coatepeque (del náhuatl, «en el cerro de la serpiente») es un municipio situado en el departamento de Quetzaltenango, Guatemala. Según el censo de 2018, tiene una población proyectada de 120 737 habitantes en 2022.
Está localizado a 60 km de la ciudad de Quetzaltenango y a 221 km de la ciudad de Guatemala, en la región sur-occidente de la República de Guatemala. Estudios filológicos han determinado que Coatepeque fue fundado durante la colonia española en el lugar en que existió un asentamiento prehispánico alrededor de 1300 d. C.
Durante la época colonial fue una doctrina franciscana perteneciente a la «Provincia del Santísimo Nombre de Jesús» que estos frailes poseían en Guatemala; tras la Independencia de Centroamérica Coatepeque tardó aproximadamente ochenta años en evolucionar de «ejido» a «comunidad», y luego a «villorrio» —aldehuela o poblado pequeño—, para finalmente alcanzar la categoría de villa.  En 1838 pasó a formar parte del efímero Estado de Los Altos hasta que este fue anexado nuevamente al Estado de Guatemala por el general conservador Rafael Carrera en 1840, lo que retrasó su avance. De hecho, se mantuvo como villa durante mucho tiempo hasta que fue reconocido como municipio el 6 de noviembre de 1951.
Coatepeque tardo unos 60 ú 80 años en evolucionar de “Ejido” a “Comunidad” de “Comunidad” a “Villorio” (significa “Aldehuela” o 
“Poblacho” de villorio a “Villa”(significa población pequeña, menor que la ciudad y mayor que Aldea) villa fue por mucho tiempo hasta el 6 de noviembre de 1,951, que fue ascendida a ciudad y reconocida a nivel nacional.

Los principales cultivos del municipio son maíz, fríjol, arroz y frutas tropicales y algunas personas se dedican a la ganadería, construcción y agroindustria a pequeña escala. El municipio es uno de los centros de actividades comerciales del suroccidente de Guatemala.

## Toponimia
Muchos de los nombres de los municipios y poblados de Guatemala constan de dos partes: el nombre del santo católico que se venera el día en que fueron fundados y una descripción con raíz náhuatl; esto se debe a que las tropas que invadieron la región en la década de 1520 al mando de Pedro de Alvarado estaban compuestas por soldados españoles y por indígenas tlaxcaltecas y cholultecas.  En el caso de Coatepeque, solamente se ha conservado el topónimo indígena, el cual proviene del náhuatl «coatl» (español: «serpiente»), «tepē-» (español: «cerro, montaña») y «-k»(español: «en») y se traduce como «en el cerro de la serpiente».
(Según la historia) Todo esto era territorio de nadie por eso lo habitaban los aborígenes adoradores del Dios “Mixcoalt” quienes habían 
escogido, un lugar estratégico llamado “ El Cerro de la serpiente” “ Coalte-Tepec”. Pero corría el año de 1765 cuando decidió regresar con sus seres queridos el indio letrado “Juan Bernardo” habiendo nacido en estos lugares, guerrero Cazador que a cierta edad abandonó su tierra “Coalt-pepec” quien vagando en las tierras del altiplano fue recogido por el protector de los indios Fray Bartolomé de las Casas, quien lo adópto y lo educo. Por designios de destino volvió y vio las injusticias que se cometían en contra de sus aborígenes entre ellos sus padres, organizando la comunidad y eligiéndose el mismo Alcalde Mayor. Iniciando las gestiones ante su protector Fray Bartolomé de las Casas quien dio la cara por el ante el Corregidor de la Providencia de Quetzalte-nango. Recurriendo a todos los medios para que la 
Comunidad fuera reconocida.
Cumpliendo el período que se había impuesto nombró a Pascual Lucas como su sucesor fue en esa época cuando el 24 de abril de 1,770, vino el 
acuerdo y el 26 del mismo mes y año que se hizo la medida oficial, quedando reconocida la Comunidad como Santiago de Coatepeque, un enviado especial de Fray Bartolomé de las Casas castellanizó el nombre de “Coalt-tepec”, eliminándole la “L” y agregándole “QUE” del alfabeto castellano.

## División política
Coatepeque cuenta con veintidós barrios en la cabecera municipal, mientras que en el área rural existen quince aldeas y veintidós caseríos.  Entre las aldeas están:
- Aldea Las Palmas Coatepeque: se sitúa a doce kilómetros de Coatepeque. El nombre de la aldea proviene de la abundancia de palmas en el lugar. Se divide en los sectores de Centro I, Centro II, Samaria, San José El Edén, Buenos Aires, Brisas del Naranjo, Belén, paraíso, Los Ángeles,  Su población asciende aproximadamente a cuatro mil quinientos habitantes. La aldea se halla a la orilla de la ruta al Pacífico, y tiene un flujo considerable de vehículos livianos y de transporte pesado, lo cual ha fortalecido su economía. Los cultivos producidos incluyen el arroz, y árboles frutales tales como mango, papaya, y naranja. Los pobladores encuentran cualquier tipo de mercadería, incluyendo ferreterías, abarrotarías, venta de repuestos y de granos básicos, gasolineras y un sinfín de comercios; como las tradicionales azaderas y comedores hogareños. También se pueden encontrar una diversidad de servicios, ya que cuenta con médicos, ingenieros y administradores de empresas. La aldea Las Palmas cuenta con un centro de asistencia permanente (CAP) que atiende todos los días del año, las 24 horas, atendiendo las demandas de la población. Actualmente la población puede contar con servicios educativos públicos y privados y el Consejo de Desarrollo Comunitario conjuntamente con la auxiliatura de la aldea realizan el esfuerzo de mejorar los servicios de agua potable, recreación y ornato. Su feria titular se celebra del 1 al 3 de diciembre en honor a la Virgen de Concepción.[cita requerida]
- Aldea San Rafael Pacayá 2: ubicada a aproximadamente 13 kilómetros, por la carretera que conduce hacia Chuatuj.  Esta aldea se encuentra ubicada en la zona denominada «zona de Pacayá», ya que a su alrededor están las aldeas San Rafael Pacayá 1, San Vicente Pacayá, San Agustín Pacayá, y San Benito Pacayá — de donde es originaria la figura deportiva. Una parte de la población se dedica a la agricultura y ganadería, mientras que la otra parte son profesionales que viajan a la ciudad para trabajar. Esta aldea ha sido una de las que más desarrollo económico ha tenido en la región y su nivel educativo ha aumentado considerablemente en comparación con el resto de aldeas, ya que cuenta con varias academias de computación y mecanografía, además del primer colegio de Nivel Diversificado en esta zona rural. En cuanto a la educación pública, la escuela de nivel primario de la localidad tiene dos jornadas —matutina y vespertina— para cubrir las necesidades educativas de la población y existen dos institutos de nivel básico.  La feria de la aldea se celebra en Honor al Cristo Negro de Esquipulas en el mes de enero.[cita requerida]

ORGANIZACIÓN DEL MUNICIPIO: Se organiza en área Urbana, Barrios, Colonias y Lotificaciones.
BARRIOS: Las Casas, La Batalla, La Independencia, La Esperanza, El Rosario, El Jardín, San Francisco, Candelaria, Colombita, Guadalupe, La Aurora.
COLONIAS: Miguel Ángel Asturias, San Antonio Las Casas, Santa Elena, El Satélite.
LOTIFICACIONES: Las Conchitas, Magnolia, Lomas de Mazá, El Arroyo, Colinas de Magnolia, San Isidro, Berlín I y II, MicroParcelamiento Santa Ana Berlín, La Felicidad, Nuevo Coatepeque, Villas de San Antonio, Las Ilusiones, Valle Verde. 
RESIDENCIALES: Los Naranjales, Los Azahares, Valle de Las Gardenias e Impregilo.
- Zonas de Coatepeque.[10]

ZONA 1: Barrios: La Independencia, Las Casas, La Batalla, La Esperanza. Las Colonias: El Satélite, San Antonio Las Casas y Colonia Santa Elena.
Lotificaciones: Lomas de Maza, Villas de San Antonio, La Felicidad, Las Ilusiones. 
ZONA 2: Barrios: El Jardín, Rosario, Conchitas, San Isidro.
- Área Rural.

ALDEAS: Bethania, La Esperanza, La Felicidad, San Agustín Pacayá, San Rafael Pacayá No.1, San Rafael Pacayá No.2, Colón, La Democracia, Las Ánimas, Las Palmas, Santa María El Naranjo, Nuevo Chuatuj (zona 7), San Vicente Pacayá, Los Encuentros, y San Francisco Julaín.
Zona 5: Aldea La Unión.
CASERÍOS: El Silencio, Jalisco, El Relicario, Los Cerros, San Benito Pacayá, Santa Ana Berlín, El Socorro, San José Campo Libre, El Rosario, Vado Ancho, El Troje, El Pomal, El Refugio, paraíso, Santa Inés, Zanjón Seco, San Antonio El Naranjo, Santa Fe, San José El Nilo, El Reposo, caserío Rancho Grande.

COMUNIDAD AGRARIA: Monte Cristo. 
FINCAS: El Chaguite, La Esperanza, Mazá, Las Casas, Santa Rosa, San Isidro, San José, Natividad, Portugal, San Vicente Cañales, Carmen, Concepción I., Concepción II, Bethel, San Carlos, Palestina, Neblinas, Monte Perla, Monte Gande, Gloria, Dalmacia.
HACIENDAS: Monte Grande, Corinto Grande, Santa Fe, Piedra Parada, San Benito La Paz, Coatunco, La Asunción, Campo Libre, La Pithaya, San Gabriel Covadonga, Argelia, Buena Vista I, Pilar, Rancho Chico, San José Roman, San Simón Morelia, Santa Isabel, Santa Teresa, Buena Vista II, Cantarrana, La Paz, Piedras Negras, Rancho Aurora, Flor, Guadalupe.
- Historia

La construcción del Mercado Terminal, dio inicio en el año 1988 en la Administración del Señor Antonio Ochoa, iniciando pláticas para la donación de 64 manzanas de terreno con el Señor Manfredo Lipman, propietario de Corporación Las Conchitas, como resultado de las pláticas fueron donadas las 64 manzanas de terreno e iniciándose los estudios preliminares.
En 1996 en la Administración del Señor Hugo René Hemmerling González dieron inicios los trabajos de Construcción del Meta mercado Terminal, correspondiendo al Señor Oscar Delfino Domínguez Carranza Alcalde en el período 2000 – 2004 inaugurar conjuntamente con el presidente Oscar Berger Perdomo el 13 de marzo de 2004 el complejo comercial. En estos cuatro años no se tuvo la voluntad política para cabildear con los comerciantes de los mercados 01, 02, 03 La Placita y los comerciantes de las diferentes calles y avenidas de la ciudad para realizar el traslado al Complejo, se hizo un intento de traslado que resultó infructuoso.
En la Administración del Señor Leopoldo Tavares López 2004 -2008, se realizaron pláticas con diferentes sectores del Comercio de los mercados 01,02, 03 La Placita y los que ocupaban las calles y avenidas de la Ciudad, pláticas que no dieron resultado positivo. En esta Administración se hicieron tres intentos para trasladar a los Comerciantes pero, todo quedó en eso, en intentos nada más.
Período Edilicio  2008 – 2009, del Señor Edwin Rolando Vera Pérez, al inicio de su mandato se realiza el traslado apoyado por la fuerza pública y diferentes grupos populares y vecinos. Se realiza el traslado y los inmuebles fueron demolidos; acción que ha costado la vida tanto del Señor Alcalde Municipal Edwin Rolando Vega Pérez, del Sindico Segundo Carlos Velásquez, Concejal Primero Ervin Salomón Ramos y del Concejal Séptimo Eivin Chang y varios  comerciantes que formaban parte de la oposición al traslado, así también vecinos honorables que ayudaron al traslado.

## Geografía física

### Clima
La cabecera municipal de Coatepeque tiene clima tropical (muy caliente) (Clasificación de Köppen: Am).
| Parámetros climáticos promedio de Coatepeque | Parámetros climáticos promedio de Coatepeque | Parámetros climáticos promedio de Coatepeque | Parámetros climáticos promedio de Coatepeque | Parámetros climáticos promedio de Coatepeque | Parámetros climáticos promedio de Coatepeque | Parámetros climáticos promedio de Coatepeque | Parámetros climáticos promedio de Coatepeque | Parámetros climáticos promedio de Coatepeque | Parámetros climáticos promedio de Coatepeque | Parámetros climáticos promedio de Coatepeque | Parámetros climáticos promedio de Coatepeque | Parámetros climáticos promedio de Coatepeque | Parámetros climáticos promedio de Coatepeque |
| Mes                                          | Ene.                                         | Feb.                                         | Mar.                                         | Abr.                                         | May.                                         | Jun.                                         | Jul.                                         | Ago.                                         | Sep.                                         | Oct.                                         | Nov.                                         | Dic.                                         | Anual                                        |
| -------------------------------------------- | -------------------------------------------- | -------------------------------------------- | -------------------------------------------- | -------------------------------------------- | -------------------------------------------- | -------------------------------------------- | -------------------------------------------- | -------------------------------------------- | -------------------------------------------- | -------------------------------------------- | -------------------------------------------- | -------------------------------------------- | -------------------------------------------- |
| Temp. máx. media (°C)                        | 30.4                                         | 30.8                                         | 32.3                                         | 32.2                                         | 32.0                                         | 30.6                                         | 31.4                                         | 31.5                                         | 30.9                                         | 30.2                                         | 30.4                                         | 30.1                                         | 31.1                                         |
| Temp. media (°C)                             | 24.0                                         | 24.3                                         | 25.7                                         | 26.2                                         | 26.3                                         | 25.5                                         | 25.9                                         | 26.0                                         | 25.7                                         | 25.0                                         | 24.9                                         | 24.1                                         | 25.3                                         |
| Temp. mín. media (°C)                        | 17.6                                         | 17.9                                         | 19.1                                         | 20.3                                         | 20.6                                         | 20.5                                         | 20.4                                         | 20.5                                         | 20.5                                         | 19.9                                         | 19.5                                         | 18.2                                         | 19.6                                         |
| Precipitación total (mm)                     | 18                                           | 24                                           | 68                                           | 195                                          | 417                                          | 666                                          | 496                                          | 614                                          | 694                                          | 648                                          | 154                                          | 37                                           | 4031                                         |
| Fuente: Climate-Data.org                     |                                              |                                              |                                              |                                              |                                              |                                              |                                              |                                              |                                              |                                              |                                              |                                              |                                              |

### Ubicación geográfica
Sus colindancias son:
- Norte: Nuevo Progreso y El Quetzal, municipios del departamento de San Marcos; Colomba Costa Cuca, municipio del departamento de Quetzaltenango
- Sur: Retalhuleu, municipio del departamento de Retalhuleu, Génova, municipio del departamento de Quetzaltenango y Ocós, municipio del departamento de San Marcos
- Este: Flores Costa Cuca, municipio del departamento de Quetzaltenango.
- Oeste: Pajapita, La Blanca (San Marcos), Ocós y Ayutla Tecún Umán, municipios del departamento de San Marcos[12]

|                                                               | Norte: Nuevo Progreso El Quetzal Colomba Costa Cuca |                         |
| Oeste: Pajapita Ocós Ayutla Tecún Umán La Blanca (San Marcos) |                                                     | Este: Flores Costa Cuca |
|                                                               | Sur: Retalhuleu Génova Ocós                         |                         |

## Gobierno municipal
Los municipios se encuentran regulados en diversas leyes de la República, que establecen su forma de organización, lo relativo a la conformación de sus órganos administrativos y los tributos destinados para los mismos.  Aunque se trata de entidades autónomas, se encuentran sujetos a la legislación nacional y las principales leyes que los rigen desde 1985 son:
| N.º | Ley                                                | Descripción |
| --- | -------------------------------------------------- | --- |
| 1   | Constitución Política de la República de Guatemala | Tiene una regulación legal específica para los municipios en los artículos 253 al 262. |
| 2   | Ley Electoral y de Partidos Políticos              | Ley de carácter constitucional aplicable a los municipios en el tema de la conformación de sus autoridades electas. |
| 3   | Código Municipal                                   | Decreto 12-2002 del Congreso de la República de Guatemala. Tiene la categoría de ley ordinaria y contiene preceptos generales aplicables a todos los municipios, e inclusive contiene legislación referente a la creación de los municipios.             |
| 4   | Ley de Servicio Municipal                          | Decreto 1-87 del Congreso de la República de Guatemala. Regula las relaciones entra la municipalidad y los servidores públicos en materia laboral. Tiene su base constitucional en el artículo 262 de la constitución que ordena la emisión de la misma. |
| 5   | Ley General de Descentralización                   | Decreto 14-2002 del Congreso de la República de Guatemala. Regula el deber constitucional del Estado, y por ende del municipio, de promover y aplicar la descentralización y desconcentración económica y administrativa.                                |

El gobierno de los municipios está a cargo de un Concejo Municipal mientras que el código municipal —ley ordinaria que contiene disposiciones que se aplican a todos los municipios— establece que «el concejo municipal es el órgano colegiado superior de deliberación y de decisión de los asuntos municipales […] y tiene su sede en la circunscripción de la cabecera municipal»; el artículo 33 del mencionado código establece que «[le] corresponde con exclusividad al concejo municipal el ejercicio del gobierno del municipio».
El concejo municipal se integra con el alcalde, los síndicos y concejales, electos directamente por sufragio universal y secreto para un período de cuatro años, pudiendo ser reelectos.
Existen también las Alcaldías Auxiliares, los Comités Comunitarios de Desarrollo (COCODE), el Comité Municipal del Desarrollo (COMUDE), las asociaciones culturales y las comisiones de trabajo. Los alcaldes auxiliares son elegidos por las comunidades de acuerdo a sus principios y tradiciones, y se reúnen con el alcalde municipal el primer domingo de cada mes, mientras que los Comités Comunitarios de Desarrollo y el Comité Municipal de Desarrollo organizan y facilitan la participación de las comunidades priorizando necesidades y problemas.
Los alcaldes que ha habido en el municipio son:
| Período   | Nombre                          | Breve descripción |
| --------- | ------------------------------- | --- |
| 2008-2010 | Edwin Vega                      | En 2010, el alcalde municipal y jefe de los Bomberos Municipales, Edwin Vega, fue asesinado a tiros por desconocidos. |
| 2012-2024 | Alfonso García Junco-Hemmerling | Primer alcalde en la historia de Coatepeque en ser reelegido para un segundo período de mandato. (2020-2024).         |

## Símbolos municipales

### Escudo
En 1952, Alberto Santos Calderón, a solicitud del Concejo Municipal, propuso la creación de un escudo y solicitó la colaboración del párroco de la iglesia, padre Ladislao Pineda, quien hizo el dibujo del escudo actual. El Concejo Municipal aprobó el boceto y lo envió al escultor Rodolfo Galeotti Torres para que lo esculpiera; aunque en las siguientes semanas decidieron que ya no la usarían.[cita requerida]
Singnificado del Escudo de Coatepeque
La Flor de Liz significa honorabilidad
Las Conchas medievales, también portadas en la caja de Santiago de los Caballeros, significan Honorabilidad.
Maíz, producto cosechando y comercializado en la región.
Café, producto cosechado y comercializado en la región.
Los Volcanes son el Tajumulco, Tacaná, Santa María, los cuales rodean al municipio.
El contorno del escudo significa la nobleza de su pueblo.
El jinete es Santiago Caballeros de Compostela, patrono de Coatepeque.

### Flor del municipio
La gardenia es la flor municipal.

### Traje típico de Coatepeque
Históricamente es de mencionar que el Traje Representativo de Coatepeque, fue Diseñado por un grupo de Damas Coatepecanas entre ellas: la Profesora Joicy Diéguez, Helena Woc de Galindo en el Año de 1,982 para que la entonces Reina de la Feria de Verano; Señorita Irma Yolanda Galindo Woc lo modelara en la Ciudad de Quetzaltenango en una invitación generada por la culta Ciudad de Los Altos en un desfile de Soberanas distintivas de la Región.
DESCRIPCIÓN EN DETALLE
TRAJE DE LA MUJER
Color Blanco
CUELLO:Lleva una Gardenia a cierta distancia con dos respectivas hojas a manera que se aprecie un buqué de estas flores distintivas y representativas de nuestra Ciudad de Coatepeque.
EN LA ESPALDA:Igual que en el cuello.
MANGAS: Mangas Semi-Cortas.
PARTE INFERIOR DEL VESTIDO:Lleva las Frutas que se cultivan en la Región; así como Cafetos y Cañas de Azúcar que en un tiempo fue el producto de Exportación y Comercialización en Coatepeque. (Nótese en el Traje Original las diferentes Frutas de la Región y no lleva banda o listón como comúnmente le colocan).
LOS CAITES: Son como los tradicionales.
TRAJE DE HOMBRE
Color Blanco.
EL PANTALON:Estilo tradicional, corto, con cafetos a unos cinco centímetros del ruedo, envolviéndolo en cada una de las mangas de las piernas con colores rojo, café amarillo y verde.
FAJA: Verde arveja.
LOS PAÑUELOS:Color verde arveja, bordada de cafetos.
LA CAMISA:Estilo tradicional sin cuello en V.  Con cafetos que envuelve toda la terminal de la manga, a cinco centímetros del borde.
LOS CAITES:Son como los tradicionales.
Los trajes son de color blanco de tela fina y fresca y los adornos son bordados, de manera que proporcione comodidad, confort y belleza a los usuarios.

## Historia

### Época precolombina Orígenes(1200 a.C. – 1524)
Se tienen evidencias de que alrededor de 1200 a. C., que corresponde al Preclásico Temprano de la Cultura maya, ya había pobladores en el área que ocupa el moderno municipio de Coatepeque.  Otros estudios muestran que durante el preclásico medio (900-300 a. C.) se construyó el sitio conocido con el moderno nombre de «El Cristo», y se elaboró un complejo sistema de iconografía de carácter ritual, relacionado con los elementos naturales, como la tierra, la lluvia y la fertilidad del suelo para la agricultura, que se puede apreciar en los monumentos de «Las Conchitas», «Los Paz» y «El Manantial», que están ubicados en el actual municipio de Génova, al este de Coatepeque.[cita requerida]
Posteriormente, durante el Preclásico Tardío (300 a. C. – 100 a. C.) la cuenca del río Naranjo estuvo ocupada, como queda evidenciado por descubrimientos arqueológicos de piezas de cerámica en las excavaciones del sitio La Felicidad–Las Casas.[cita requerida]  Poco a poco, el área duplicó su población y número de sitios poblados; los centros urbanos fueron más grandes y complejos, y ya tenían plazas cerradas, estelas y altares, quizás pintados o estucados en su momento.  La civilización de este tiempo ocupó toda el área del moderno municipio y hay evidencias de que construyeron terrazas para evitar la erosión y mejorar el sistema de cultivo.[cita requerida]
En el período del Postclásico Temprano (1000-1200 d. C.), según se desprende de las evidencias arqueológicas encontradas en piezas de cerámica, parece ser que la población se desplazó hacia el norte y el este, ante la presión de grupos foráneos provenientes del occidente de la región.  Finalmente, poco antes de la llegada de los conquistadores españoles, el movimiento Pipil estuvo en apogeo y el lugar fue parte del reino Quiché.[cita requerida]

### Conquista española
El lugar fue controlado por los españoles durante la Conquista de Guatemala en la década de 1520, los cuales trajeron consigo tropas mexicanas y k'achik'eles, quienes desplazaron a los pocos habitantes locales.

### Colonia española: doctrina franciscana
Durante la época colonial, estuvo a cargo de los franciscanos, quienes tuvieron conventos y doctrinas en la diócesis de Guatemala se hallaban diseminados en donde se encuentra los modernos departamentos de Sacatepéquez, Chimaltenango, Sololá, Quetzaltenango, Totonicapán, Suchitepéquez y Escuintla.  La «Provincia del Santísimo Nombre de Jesús», como se llamaba la región a cargo de los franciscanos, llegó a tener veinticuatro conventos.  Para 1700, en el convento de Panajachel habitaban tres sacerdotes, que se encargaban de evangelizar a aproximadamente mil ochocientas personas, principalmente indígenas, y tenían a su cargo cuatro doctrinas y doce cofradías.
Diariamente, se impartía doctrina a las niñas a partir de los seis años de edad a las dos de la tarde y, al ocaso, a los niños de la misma edad para que durante dos horas recibieran la instrucción cristiana.  La enseñanza consistía en recitar toda la doctrina y oraciones y hacer ejercicios con las preguntas del catecismo y estaba a cargo del doctrinero y de dos indios ancianos, llamados fiscales, en caso el doctrinero no pudiera asistir.  A los adultos se les atendía los domingos y días festivos, luego de la misa; se cerraban las puertas de la iglesia, y se rezaban todas las oraciones de la doctrina cristiana en idioma de la localidad, con todo el pueblo, hombres y mujeres.
En 1754 los franciscanos tuvieron que entregar sus doctrinas al clero secular y en 1770, cuando el arzobispo Pedro Cortés y Larraz llegó al país y recorrió su diócesis, describió a la localidad como parte de la «parroquia de Quetzaltenango».  De acuerdo a la tradición, el poblado de Coatepeque fue fundado por el indígena Juan Bernardo el 24 de abril de 1770, y el 26 de noviembre de ese año quedó reconocida oficialmente la comunidad como «Santiago de Coatepeque», nombre con que fue bautizado por el sacerdote Nicolás Maldonado de la tercera orden de San Francisco.

### Tras la Independencia de Centroamérica
La constitución del Estado de Guatemala promulgada el 11 de octubre de 1825 —y no el 11 de abril de 1836, como numerosos historiadores han reportado de forma incorrecta — creó los distritos y sus circuitos correspondientes para la administración de justicia según el Código de Lívingston traducido al español por José Francisco Barrundia y Cepeda; Coatepeque estuvo en el circuito Del Barrio que pertenecía al Distrito N.°10 (Quezaltenango), junto con San Marcos, San Pedro, San Antonio, Maclén, San Cristóbal Cucho, Izlamá, Tejutla, San Lorenzo, San Pablo, Tajumulco, Santa Lucía Malacatán, San Miguel Ixtahuacán, Zipacapa y Comitancillo.

### El efímero Estado de Los Altos

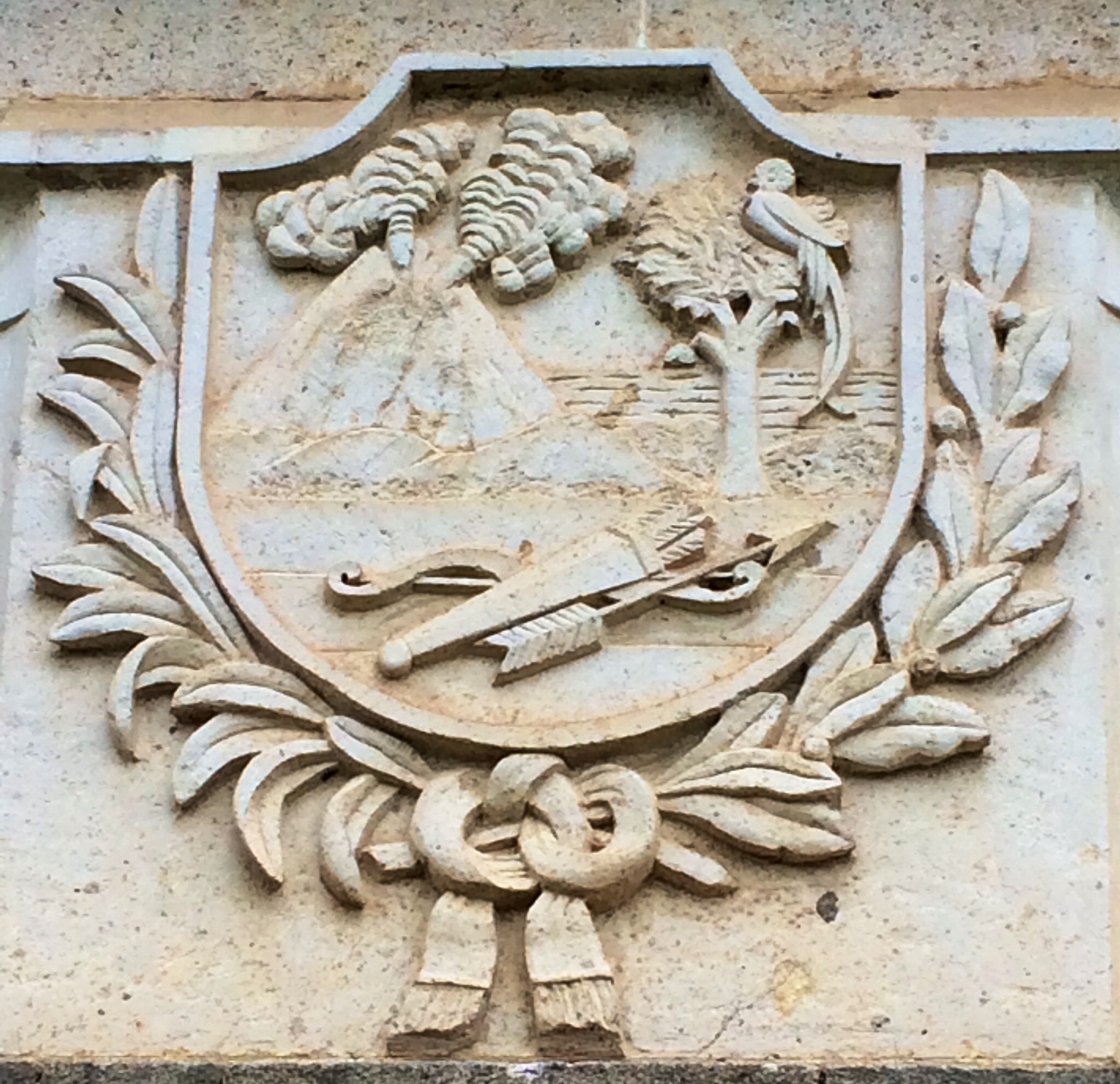
Escudo del Estado de Los Altos.

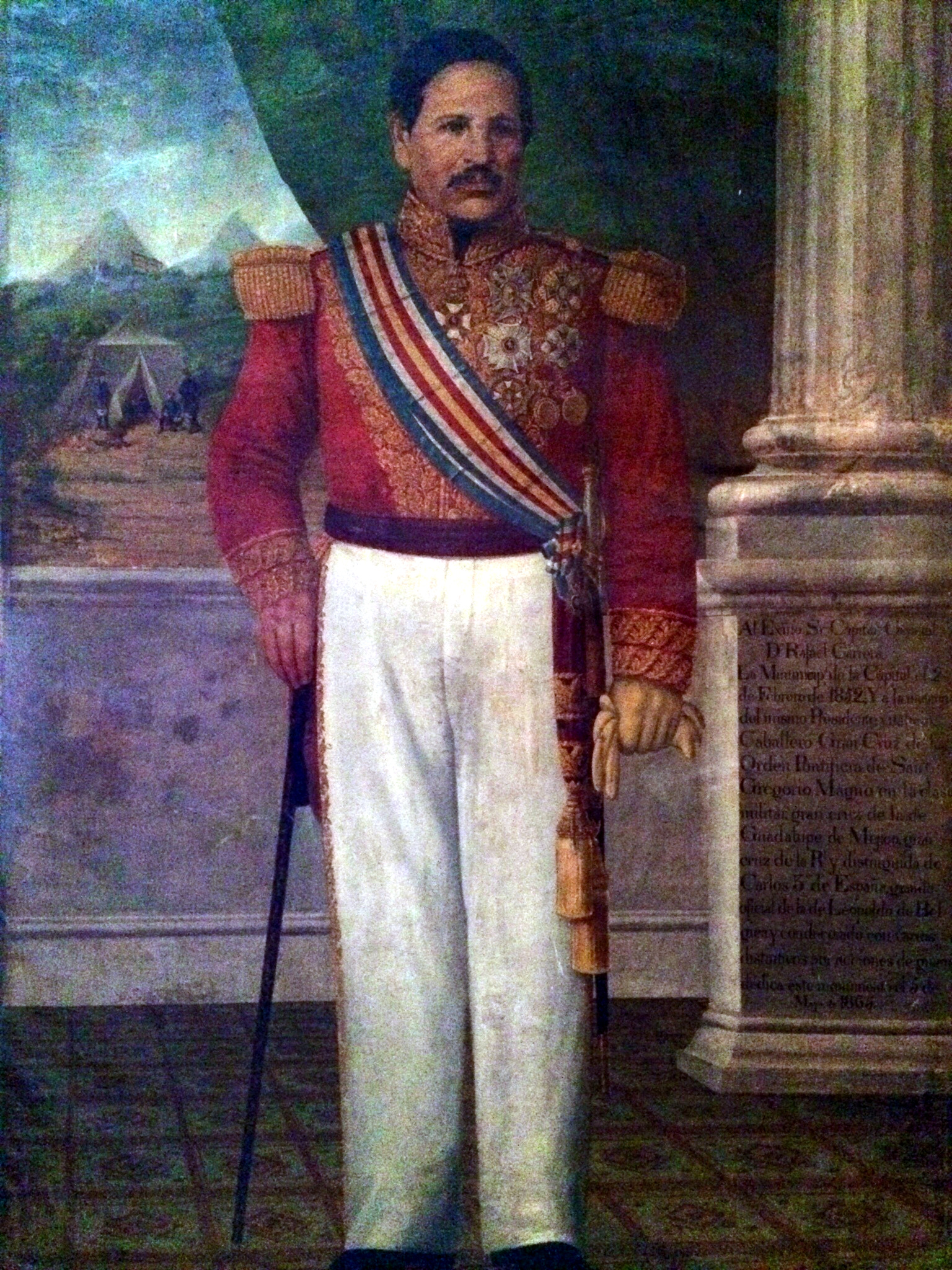
Retrato oficial del capitán general Rafael Carrera con la banda presidencial con los colores de la bandera de Guatemala instituida en 1858. En 1840 retomó por la fuerza el Estado de los Altos al que pertenecía San Andrés Xecul y derrotó al presidente de la República Federal de Centro América, el general hondureño Francisco Morazán.

A partir del 3 de abril de 1838, Coatepeque fue parte de la región que formó el efímero Estado de Los Altos y que forzó a que el Estado de Guatemala se reorganizara en siete departamentos y dos distritos independientes el 12 de septiembre de 1839: 
- Departamentos: Chimaltenango, Chiquimula, Escuintla, Guatemala, Mita, Sacatepéquez, y Verapaz
- Distritos: Izabal y Petén[21]

La región occidental de la actual Guatemala había mostrado intenciones de obtener mayor autonomía con respecto a las autoridades de la ciudad de Guatemala desde la época colonial, pues los criollos de la localidad consideraban que los criollos capitalinos que tenían el monopolio comercial con España no les daban un trato justo.  Pero este intento de secesión fue aplastado por el general Rafael Carrera, quien reintegró al Estado de Los Altos al Estado de Guatemala en 1840 y luego venció contundentemente al presidente de la República Federal de Centro América, el general liberal hondureño Francisco Morazán en la Ciudad de Guatemala unos cuantos meses después.

### Revolución quetzalteca de 1897

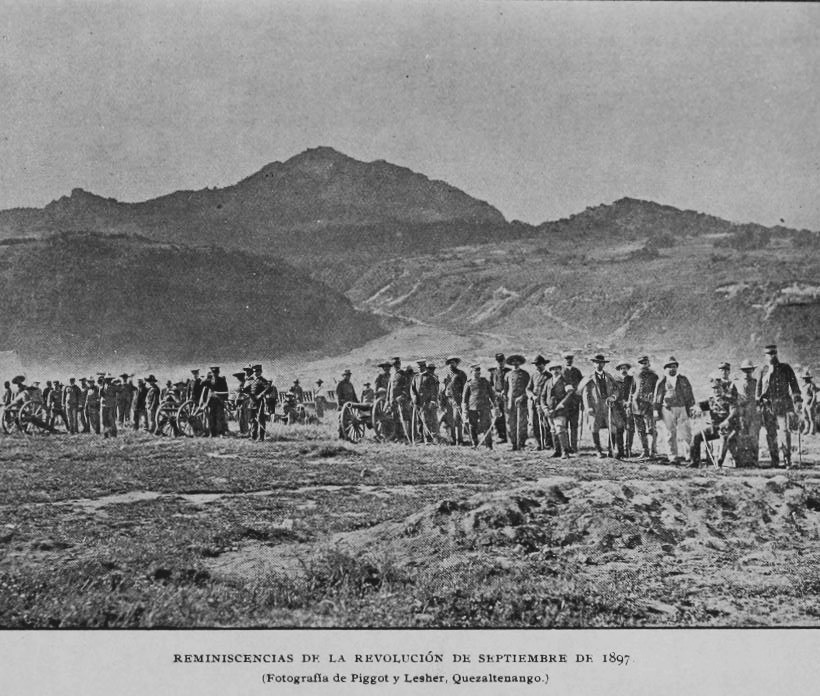
Brigada del general García León en los campos de Totonicapán. Ejército leal al presidente Reina Barrios

En enero de 1897 se iniciaron las revueltas en contra del gobierno del presidente José María Reina Barrios; el 28 de enero el territorio guatemalteco fue invadido por un grupo de revolucionarios, pero fueron derrotados el 2 de febrero y sus líderes -Tadeo Trabanino, Braulio Martínez, Juan Vargas y Anselmo Fajardo- apresados, juzgados y fusilados el mismo día.  Por esos mismos días empezaron a aparecer artículos de opinión en los que se tildaba al régimen de Barrios como tiránico y que ponían en duda la capacidad del gobierno para sacar adelante la Exposición Centroamericana y las elecciones presidenciales al mismo tiempo.
El 5 de marzo de 1897, Próspero Morales renunció a su cargo como secretario del despacho de Instrucción Pública para participar como candidato presidencial, y finales de ese mes se publicaron fuertes editoriales contra el gobierno en el periódico opositor La República indicando que no se había concluido la línea del Ferrocarril del Norte y que el costo para el país sería enorme; La República acusó al gobierno de despilfarrar el erario pues aparte del Ferrocarril del Norte -que por sí solo hubiera traído grandes beneficios económicos a Guatemala- se habían construido bulevares, parques, plazas, edificios suntuosos, aparte de gastar tres millones de pesos guatemaltecos en la Exposición Centroamericana.
En mayo era mayor el rechazo a la medida de reelección del presidente, la cual se calificó de atentado contra la Constitución;  por eso, el 31 de mayo de 1897 Reina Barrios disolvió la Asamblea Legislativa. Reina Barrios entonces convocó a una nueva Asamblea Constituyente en agosto de 1897, la cual prorrogó su mandato por otros cuatro años de acuerdo al decreto emitido en agosto de 1897.
En septiembre de 1897, los quetzaltecos se manifestaron en contra de la decisión del presidente José María Reina Barrios de extender su mandato; un grupo de revolucionarios, entre los que se encontraba el exministro Próspero Morales, originario de San Marcos, tomó las armas con el fin de apoderarse de varias instituciones y evitar que el gobernante siguiera en el poder. El 7 de septiembre, día en que estalló la revolución, los alzados avanzaron contra San Marcos, en donde tomaron el cuartel militar, la cárcel, las oficinas de rentas y las de telégrafos de esa ciudad. El 15 de septiembre las fuerzas revolucionarias proclamaron su victoria sobre las fuerzas militares de Reina Barrios y las autoridades quetzaltecas desconocen al gobierno del presidente; posteriormente los revolucionarios tomaron Ocós, Colomba y Coatepeque, pero el 4 de octubre el ejército contraatacó y retomó el control dando fin a la revolución. El 23 de octubre de 1897, luego de los eventos bélicos, San Pedro Sacatepéquez pasó a ser la cabecera del departamento de San Marcos.

## Servicios municipales

### Agua potable
Agua Potable proveniente de El Quetzal: El agua proveniente del río chipaj, con dos captaciones en la finca Oná del municipio de El Quetzal, Departamento de San Marcos. Otra fuente es el río Canoas con una captación en la Finca San Carlos Miramar, Colomba Costa Cuca, Quetzaltenango. La planta de tratamiento de purificación se encuentra en la Finca La Nopalera de Colomba Costa Cuca. Con una ingeniería adelantada y visión futurista fueron construidos los actuales tanques de distribución, los cuales se encuentran situados en la Finca el Chaguite, en la Finca Las Casas y en el Tanque Aurora que se encuentra frente al Turicentro Las Gardenias. Estos tanques de distribución para funcionar adecuadamente fueron divididos en tres sectores que sirven a casi el 90 % de la población, siendo de la siguiente forma: 
PARTE ALTA: Que surte a las Colonias y Barrios siguientes: San Antonio Las Casas, Satélite, Aurora, Santa Elena y Callejón las Pilas.
PARTE CENTRAL: Surte a los Barrios Las Casas, La Esperanza, La Independencia, La Batalla, El Rosario y San Francisco.
PARTE BAJA: Surte a Lotificación Magnolia, Parte del Barrio San Francisco, Colombita, Guadalupe, Candelaria y El Jardín.

### Drenajes
En los años de 1,965 y 1,966 se empezaron los primeros trabajos de construcción del sistema de drenajes en la Ciudad de Coatepeque. Actualmente cuenta con muchos desfogues en toda el área urbana. Además en la Lotificación Magnolia se amplió la red de drenajes, los cuales tienen tratamiento ( fosas sépticas ). Todo ello logrado a través de la participación tripartita por medio de la Comunidad, Municipalidad y la MISIÓN INTERNACIONAL CARE.
Actualmente son pocos los sectores que no gozan de ese servicio municipal, ya que las autoridades municipales año con año vienen trabajando para que este servicio alcance la totalidad de habitantes.

### Salud
El área urbana del Municipio cuenta con 1 Hospital Nacional, 1 Centro de Salud, 11 Centros de Convergencia, 1 Centro de atención del Instituto Guatemalteco de Seguridad Social, (IGSS) y 1 Centro de Atención Permanente (CAP); mientras que en el área rural existen 9 Puestos de Salud, y 29 Centros de Convergencia los cuales están organizados para atender los centros poblados más alejados. 
Actualmente las causas de morbilidad de la población son: anemia, diabetes, hipertensión, tuberculosis, traumatismo y desnutrición; esta última causa afecta a los niños de entre 0 a 5 años.

### Pavimento
La ciudad de Coatepeque cuenta con calles pavimentadas desde el año 1,970 por gestiones realizadas por el Alcalde Señor Manfredo Hemmerling, quien trabajó tenazmente logrando que se aprobara la topografía levantada.  El señor Hemmerling ya no fungía como Alcalde Municipal cuando se dio la orden de pavimentación.  De ahí en adelante las diferentes autoridades de turno han venido pavimentando de acuerdo al crecimiento urbano, contando actualmente con pocas calles empedradas y pocas de terracería.
Unas calles y avenidas se encuentran pavimentadas, otras, adoquinadas y otras, que es la minoría, cuentan con empedrado mixto, que es muy tradicional como las costumbres de Coatepeque.

## Servicios Estatales

### Educación
En el ramo de la EDUCACIÓN por medio de los diferentes establecimientos educativos oficiales en el área urbana y rural, con Educación Pre-primaria, Primaria, Básico y Diversificado.
Se cuenta con tres supervisiones de Educación, para el Área Rural, para el Área Urbana y otra para el Nivel Medio.  Además funciona CONALFA que se encarga el Programa de Alfabetización.

### Seguridad
Cuenta con un Cuerpo de Policía Nacional Civil debidamente equipado y preparado técnica y científicamente en la Academia de dicha institución, así como vehículos modernos tipo “Sedan”  Pick-Ups para el combate de la delincuencia. Además está el Destacamento Militar Santa Berlín, el cual ha limitado su accionar a tareas en casos de desastre y la seguridad ciudadana por medio de las llamadas Fuerzas Combinadas, así como la defensa de la soberanía nacional en casos necesarios.

### Justicia
En este ramo Coatepeque cuenta con una dependencia del Ministerio Público que funciona en la calzada Dr. Luis Flores Asturias 5-59, Barrio El Rosario, Zona 2, así como con los siguientes tribunales de Justicia:
Juzgado de Primera Instancia, Narcoactividad y delitos con el Ambiente.
Juzgado de Primera Instancia, de Trabajo, Previsión Social y de Familia.
Juzgado Segundo de Primera Instancia.
Juzgado de Paz y de Tránsito, además se cuenta con una sala para debate públicos y una oficina para tramitar antecedentes penales.

### Salud
El municipio de Coatepeque cuenta con el Hospital Nacional, “Dr. Juan José Ortega” el cual está ubicado en la Zona 4 de la ciudad, y así también con un Centro de Salud que funciona contiguo al Hospital Nacional. Este servicio llega también al área rural a través de puestos de salud que funcionan en las siguientes aldeas: Bethania, La Felicidad, Las Palmas, Nuevo Chuatuj, y San Rafael Pacayá II. Y el Instituto Guatemalteco de Seguridad Social.

## Recursos Naturales

### Hidrografía
RÍOS: Se encuentra formada por ríos grandes y caudalosos entre ellos, Suchiate, Naranjo, Ocosito, Mazá, Boboseña, Sin, Pacayá, Chopá, Coyote, Trompillo, Seco, Talticú, San Vicente, Talpop, Nopalera, Aguilar, Las Ánimas, El Campamento, El Cangrejo, Buenos Aires, Flores, Zanjón, Siquivallá. 
RIACHUELO: El Abastecedor. 
PAMPAS: El Guamuchal, El espejo, Vueltas de San Juan, El Tizatal, Casco, Viejo, Campo Santo, Suspiro, San Simón, El Jicaral, El Hular, Santa Rita, La Iglesia y Las Morenas.
El recurso hídrico es vital para la subsistencia y desarrollo de los seres vivos; sin embargo algunos ríos como: El Rosario, San Vicente, Baboseña, San Román, Río ancho, Naranjo, San Francisco, El paraíso, Las Ánimas, Taltop, Mopa, Quebrada El Relleno y Zin se encuentran contaminados por desechos sólidos, residuos de aguas negras y químicos utilizados en la agricultura, debido a que atraviesan centros poblados que no cuentan con los servicios de drenajes y recolección de basura, mientras que otros ríos como: Masá, Muchzú, La Nopalera, Chupa, Pacayá, Chopá, Coyote, Trompillo, Seco, Talticú, Aguilar, El Campamento, el Cangrejo, Buenos Aires, Flores, Troje, Zanjón y Sequivilla, son utilizados por lo centros poblados que atraviesan y donde se encuentra diversidad de peces que pueden ingerirse.
PAMPAS: El Guamuchal, El espejo, Vueltas de San Juan, El Tizatal, Casco, Viejo, Campo Santo, Suspiro, San Simón, El Jicaral, El Hular, Santa Rita, La Iglesia y Las Morenas.
RIACHUELO: El Abastecedor. 

### Bosques
El Municipio cuenta con una cobertura boscosa de 7,697.88 mz. dinámica de la cobertura forestal del año 2006 al 2010, y la pérdida del mismo es 38.64 mz. anuales según información obtenida del Instituto Nacional de Bosques, dentro de esta cobertura están inmersos los latifoliados como el cultivo de café, palma africana y árbol de hule. En el año 2012 existe un parque ecológico de 11.5 mz. a cargo de la Asociación Amigos del Bosque el cual fue creado para la conservación de la flora y fauna y como fuente de recreación de la población.

### Fauna
Constituye el conjunto de animales de una región que se adaptan a un medio ambiente específico. Se tienen importantes poblaciones de venado, tigres, cabras, pájaros de diversas especies, loros, pericas y palomas, algunas especies de serpientes: cascabel, masacuata y falso coral; reptiles como: lagartos, iguanas, lagartijas y coatetes; crustáceos como: cangrejo, julaines, langosta de río, camarones, tortugas de diversas especies y armados; y peces como: mojarras, machorras, juilines y bagres. Los que se encuentran actualmente en peligro de extinción por su caza son: El venado, tigre, lagarto e iguana.

### Flora
Existe diversidad de especies de bosque forestal como: palo blanco, caoba, cedro, pino; árboles frutales: mango, aguacate, cocos, naranjas, mandarina, limón y tamarindo, cacao, papaya, así como plantas silvestres como: Jamaica, melón, sandilla, manía, chipilín, arveja, hojas de sal y loroco, y plantas ornamentales como rosales y orquídeas, entre ellas las gardenias.

## Fiestas titulares
En Coatepeque se celebra el 15 de marzo de cada año la feria titular, conocida como la feria de verano y es una de las más grandes de la región debido a que hay muchos eventos como desfiles, juegos mecánicos, conciertos, juegos pirotécnicos y eventos deportivos. Fue autorizada por el presidente Manuel Estrada Cabrera el 26 de febrero de 1906. La segunda feria titular es el 25 de julio de cada año, en honor a su patrono, Santiago Apóstol. Cada uno de los Barrios, aldeas y Colonias tiene su propia feria titular que se realiza en diferentes fechas.

## Deportes
Coatepeque tiene su propio club local de fútbol, el Deportivo Coatepeque, el cual ascendió a Liga Mayor en el año 2014 y permaneció solamente un año. Cada año se realizan las olimpiadas escolares en el sector privado y público, que ponen a prueba a los estudiantes en deportes como baloncesto, fútbol, voleibol, natación y atletismo.  Por el momento cuenta con el segundo estadio para fútbol del país en cuanto a capacidad, denominado Estadio Israel Barrios.
Y dentro de otros deportes destacan la halterofilia en la cual fue dignamente representada en los juegos olímpicos por Christian López,  el enduro y motocross cuyos principales eventos tienen lugar durante la feria de verano; el Club de Enduro de Coatepeque realiza su ya tradicional torneo de enduro, seguido por una fecha sur-occidental del Campeonato de Motocross. Ahora bien, la municipalidad no cuenta con una pista adecuada para practicar el deporte y se ha estado utilizando una pista en el campo de la feria temporalmente.

## Personas destacadas
Esta expresión humana siempre se ha manifestado en la Ciudad de Las Gardenias.  Por ello, de aquí han surgido dignos exponentes que han puesto en alto el nombre de esta tierra, tanto en el ámbito nacional como fuera de nuestras fronteras.

### Pintura
Allan Sarg Martínez: con su técnica de porcelana en frío, cuyas obras se exhiben en el 
ámbito local, nacional y algunas en el extranjero.
Ligia de León: es autora de varios cuadros, los cuales se han expuesto en galerías de esta 
ciudad y en la capital de Guatemala.
Julio Ajcá: Falleció hace poco años, pero dejó una obra singular junto con sus hermanos 
que también siguiendo valores de la pintura, en la localidad se han destacado grandemente.
Herman Tobar Gramajo: el pintor de la naturaleza, actualmente reside en los Estados 
Unidos de Norteamérica, sus obras se muestran en el ámbito nacional e internacional.
Vitomel Mendoza: pinta el folcklore nativo y lo plasma en sugerentes cuadros que ahora 
son propiedad de coleccionistas nacionales y extranjeros.
Carlos Castillo: es un digno valor en la pintura en la región, quien con sus obras a 
deleitado el espíritu contemplador de coatepecanos y extranjeros.
José Urrutia Zepeda: con su expresión ha plasmado bellos cuadros que enriquecen la 
biblioteca nacional. 
Ha expuesto su obra en Coatepeque, en el ámbito nacional y fuera de 
nuestras fronteras patrias.

### Músicos
Guillermo de León Ruiz: compositor, músico y arreglista. Entre sus obras destacan: las 
chancletas de Nayo Capero, Bailando con la Llorona, Mi Coatepeque, En el Cuilco me 
enamore y muchas melodías famosas.
José Ángel Pérez: director de la Marimba Voz de las Gardenias, y compositor arreglista.
Ernesto y David Barrios: Músicos hermanos que han destacado en este bello arte, como 
compositores y marimbistas. De las obras del primero podemos mencionar: Semblanza 
Coatepecana, y del segundo: Irasema Primera.
Ernesto Barrios: fue director de Marimba Orquesta “Reina Musical” que dio brillo a 
Coatepeque.
Jorge Sandoval: Marimbista que también ha destacado en esta rama y ha puesto su talento 
en pro del arte coatepecano. Ha integrado conjuntos en el ámbito local y nacional. Entre 
sus composiciones destacadas: Nochebuena en Coatepeque, a ritmo de Merengue. Es hijo 
del recordado marimbista de antaño don Miguel Ángel Sandoval.
Julio Sánchez: compositor y marimbista, tanto en Riché Kaján como en la Marimba de la 
Municipalidad y otros conjuntos. Ha destacado en la docencia musical y es el maestro guía
de la Escuela de Música Roger Altebach de esta localidad.
Humberto Lucas: Marimbista y Saxofonista Coatepecano, quien ha integrado conjuntos 
marimbisticos y bandas localidades de la localidad.
Ovidio Gómez Aguilar: talentoso baterista y percusionista rítmico. Exintegrante de los 
famosos Regors de Coatepeque. Actualmente destaca en el Grupo Benny y sus Tropicales 
en la ciudad capital.
Max Comelli: viven en Orlando Florida, Estados Unidos de Norteamérica, allí cuenta con 
su propio conjunto Marimbístico, fue fundador y propietario de la recordada Marimba 
Alma Chapina. Virtuoso ejecutante y arreglista.
Germán Miranda: talentoso en el saxo y la marimba. Su desempeño musical ha sido en 
la Banda Musical de Coatepeque y la Riché Kaján.
Elfego René Barrios: Autor y compositor de 15 melodías guatemaltecas registradas en la 
AGAYC.--
Gilberto Matamba Alvarado: Poeta Laureado, cuyo nombre lleva la Biblioteca 
Municipal como un homenaje a su personaje. Ha destacado con sus sonetos, y está por 
publicar su primer libro de versos.
Diego Pérez López: Destacado Autor ya fallecido. Los juegos florales literarios de 
Coatepeque lleva signado su nombre como póstumo homenaje a su memoria. Dejó incluso 
el libro “500 Sonetos W”. Este material hoy lo ostenta su apreciable familia. Falleció en la 
Ciudad de Quetzaltenango, en donde descansan sus restos mortales.
Elíseo Pérez López: Hermano del anterior, cultiva el verso y la prosa, es autor de libros 
inéditos, reside en Aldea Las Palmas, Coatepeque. La feria del Libro 1,998 “Augusto 
Monterroso”, llevará su nombre.
Elfego René Barios Escobar: Autor de los Poemarios titulados: “Gotas de poesía y 
Optimismo”.
Ángel Castillo: Autor de varios poemas publicados en diferentes revistas.

### Escritores
Walter Mínchez: Joven escritor de la ciudad, últimamente dio a luz pública su singular 
obra titulada: El Ultimo Profeta. Ha publicado su obra tanto en el ámbito local como 
nacional, es miembro actico de APECA.
Otto Baechli Rodríguez: Abogado y escritor coatepecano. Dentro de sus recientes obras 
destacan: Seguridad Ciudadana e Historia de la Electricidad en Coatepeque, que es un bello 
Ensayo Histórico.
Humberto Robles Gutiérrez, Licenciado y Escritor, cultiva la Crónica y el Relato. 
Actualmente es autor de la Columna Pluma y Lira, la cual se publica en la Revista Cultural 
Mi Coatepeque. Su obra literaria también está contenida en la Primera Antología de 
Coatepeque.
Narciso Angulo, Escribe Versos y Prosa, tiene en circulación actualmente su libro “Cuento 
y Poemas de mi Coatepeque Querido”. Reside en Retalhuleu.
Elizabeth Estrada: Autora del libro “Río Lila”, reside en Norteamérica.
Geldryn de León: Autor internacional ha publicado los libros “Voces de mi gente” “El Abogado Rural” y “Buscando un mejor mañana” También ha escrito varios ensayos en el idioma Inglés y su nombre aparece en la Antología poética guatemalteca Entre Versos y Gardenias y la antología poética Piedra sobre piedra.
Elego René Barrios Escobar: Autor del libro “Rayito Sol” de lectura y escritura, la 
Novela “La Familia Brow Kestler” de carácter educativo y el Folleto “Cien Pensamientos y 
Cien Adivinanzas”.